# Mairead McGuinness

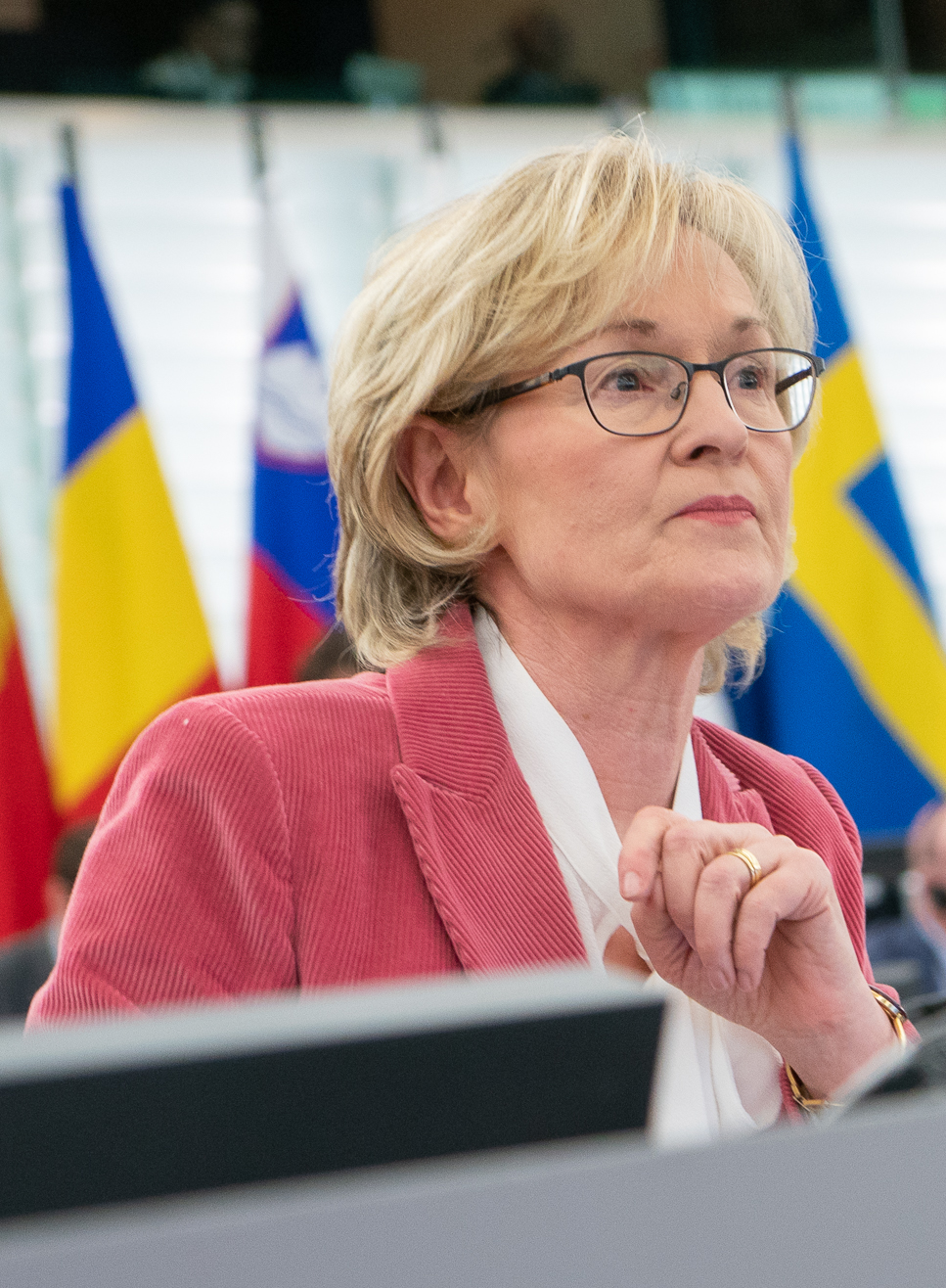
Mairead McGuinness, 2020

Mairead McGuinness (* 13. Juni 1959 in Drogheda, County Louth) ist eine irische Politikerin. Von 2020 bis 2024 war sie Kommissarin für Finanzdienstleistungen, Finanzstabilität und Kapitalmarktunion in der EU-Kommission.

## Leben
McGuinness wuchs in Ardee im County Louth in einem der Fine Gael verbundenen Elternhaus auf. Sie studierte am University College Dublin Agrarökonomie und war 1980, als sie ihren Bachelor of Science erhielt, die erste weibliche Absolventin dieses Faches. 1984 erhielt sie ihr Diplom in Buchhaltung und Finanzwesen. McGuinness wurde nun in den Medien tätig, unter anderem für die öffentlich-rechtliche Rundfunkgesellschaft Radio Telefís Éireann, für die Zeitschrift Irish Farmers Journal, für das Lokalradio LMFM und auch für die Tageszeitung Irish Independent.
Im Juni 2004 wurde sie für die Fine Gael in das Europäische Parlament gewählt und widmete sich von nun an ihrer politischen Karriere. Als Mitglied des Europäischen Parlaments gehörte sie der Fraktion der Europäischen Volkspartei und Europäischer Demokraten an. Im Mai 2007 kandidierte McGuinness erfolglos für einen Sitz im Dáil Éireann. 2014 wurde sie erstmals zur Vizepräsidentin des Europäischen Parlaments gewählt, 2019 wurde sie in dieser Funktion bestätigt. Im Zuge ihrer Nominierung als EU-Kommissarin legte sie im Oktober 2020 ihr Abgeordnetenmandat nieder. Für sie rückte Colm Markey nach.
Im Jahr 2006 wurde sie von der Zeitschrift Magill zur Europaabgeordneten des Jahres gewählt.
Am 12. Oktober 2020 kam es nach dem Rücktritt von Phil Hogan zu einer Personalrochade in der Kommission von der Leyen I, bei der Valdis Dombrovskis Kommissar für Handel wurde und Ursula von der Leyen Mairead McGuinness als Kommissarin für Wirtschaft und Kapitaldienstleistungen für Dombrovskis alte Position ernannte. McGuinness amtierte bis zum 30. November 2024.
Am 15. Juli 2025 wurde McGuinness von der Fine Gael als Präsidentschaftskandidatin bekannt gegeben. Sie erklärte jedoch am 14. August 2025, dass sie aus gesundheitlichen Gründen keinen Wahlkampf betreiben könne und deshalb für die Kandidatur nicht zur Verfügung stünde.

## Familie
McGuinness ist verheiratet und hat vier Kinder. Sie lebt mit ihrer Familie nahe Drumconrath im County Meath.